# Andrômeda (mitologia)
Andrômeda (português brasileiro) ou Andrómeda (português europeu), na mitologia grega, foi uma princesa da Etiópia, oferecida como sacrifício a um monstro marinho. Foi salva por Perseu, que a tomou como esposa.

## Família
Andrômeda era filha de Cefeu, rei da Etiópia, e de Cassiopeia.
Há duas versões para os pais de Cefeu, atribuídas a Eurípedes, possivelmente são dois reis diferentes da Etiópia. Citado por Pseudo-Apolodoro, Cefeu era filho de Belo com Anquínoe, filha do Nilo; seus irmãos eram Egípcios, Dánao e Fineu. Citado por Higino, Cefeu era filho de Fênix, rei da Etiópia
Seu marido, Perseu, era filho de Dânae e Zeus (ou de Preto, tio de Dânae).

## Sacrifício

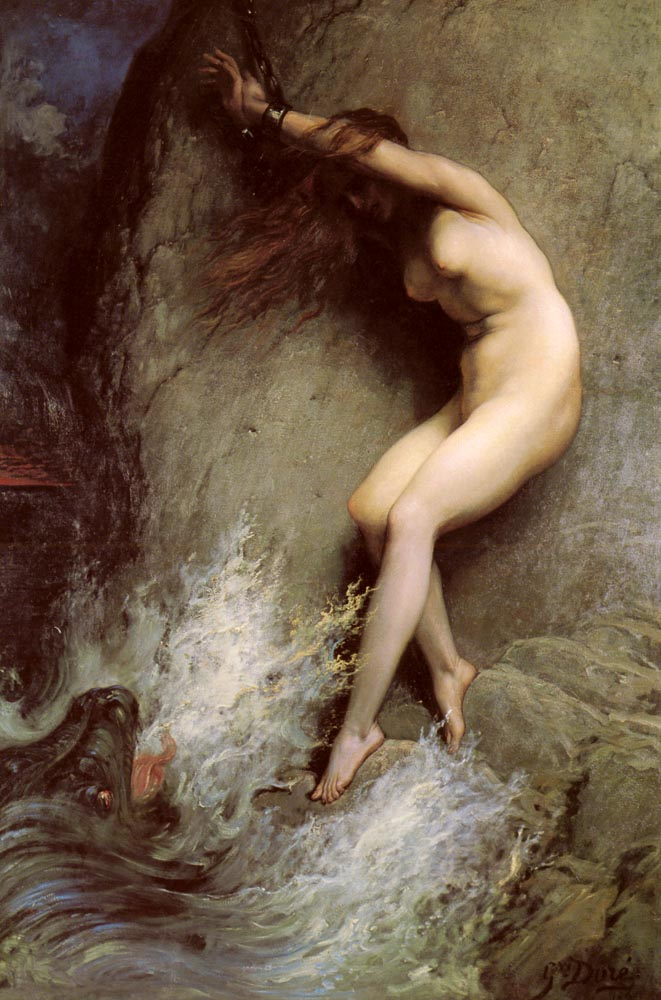
Andrômeda acorrentada ao rochedo numa pintura de Gustave Doré.

A mãe de Andrômeda disse que a sua beleza excedia a beleza das nereidas, e Poseidon exigiu que ela fosse sacrificada a Ceto (mitologia), um monstro marinho. Perseu, porém, voando com sandálias aladas de Hermes, libertou-a do perigo. Quando Perseu quis se casar com Andrômeda, Cefeu e Agenor, noivo da princesa, tiveram um plano para matá-lo, mas Perseu usou a cabeça da Medusa para transformá-los em pedra.
Uma versão diferente e racionalizada do mito é apresentada pelo mitógrafo Conon: Cefeu, irmão de Fineu, era rei de Jope e da Fenícia, que nesta época se chamava Jopia. Como havia dois pretendentes a Andrômeda - Fineu e Fênix - Cefeu, depois de muito tempo, decidiu que ela se casaria com Fênix. Não querendo entrar em conflito com o irmão, Cefeu disse que levaria Andrômeda para uma ilha deserta, onde ela seria sacrificada a Afrodite. Fênix aproveitou a chance dada pelo futuro sogro e levou Andrômeda em seu navio decorado com uma baleia, chamado de Cetus. Andrômeda, acreditando estar sendo raptada, gritou por socorro, o que chamou a atenção de Perseu. O herói pulou para o barco com tal fúria que deixou os marinheiros petrificados e levou Andrômeda consigo para Argos.

## Filhos e descendentes
Depois que Perseu voltou com Andrômeda, Polidecto, vendo a coragem de Perseu, tentou matá-lo a traição, porém também foi transformado em pedra.
Perseu e Andrômeda tiveram vários filhos: Perses, que nasceu antes de Perseu chegar à Grécia, foi deixado com Cefeu, e se tornou o antepassado dos persas, e, em Micenas, nasceram Alceu, Estênelo, Heleu, Mestor, Electrião e a filha Gorgófona, que se casou com Perieres.
Entre seus descendentes estão Héracles,[carece de fontes?] filho de Alcmena, filha de Electrião; Euristeu, filho de Estênelo;[carece de fontes?] Helena de Troia, filha de Tíndaro, filho de Gorgófona [carece de fontes?] e Penélope, filha de Icário, filho de Gorgófona.[carece de fontes?]